# Liste der Biografien/Vii
Liste der Biografien |
Portal Biografien |
Personensuche
# |
A |
B |
C |
D |
E |
F |
G |
H |
I |
J |
K |
L |
M |
N |
O |
P |
Q |
R |
S |
T |
U |
V |
W |
X |
Y |
Z |
?
 
Va |
Ve |
Vh |
Vi |
Vj |
Vl |
Vn |
Vo |
Vr |
Vs |
Vt |
Vu |
Vy
 
Via |
Vib |
Vic |
Vid |
Vie |
Vif |
Vig |
Vih |
Vii |
Vij |
Vik |
Vil |
Vim |
Vin |
Vio |
Vip |
Viq |
Vir |
Vis |
Vit |
Viu |
Viv |
Vix |
Viy |
Viz
Die Liste der Biografien führt alle Personen auf, die in der deutschsprachigen Wikipedia einen Artikel haben. Dieses ist eine Teilliste mit 30 Einträgen von Personen, deren Namen mit den Buchstaben „Vii“ beginnt.

## Vii

### Viid
- Viidalepp, Richard (1904–1986), estnischer Volkskundler und Ethnologe
- Viiding, Arnold (1911–2006), estnischer Leichtathlet
- Viiding, Bernhard (1932–2001), estnischer Dichter und Publizist
- Viiding, Elo (* 1974), estnische Lyrikerin
- Viiding, Juhan (1948–1995), estnischer Lyriker
- Viiding, Kristi (* 1972), estnische Klassische Philologin und Übersetzerin
- Viiding, Paul (1904–1962), estnischer Schriftsteller

### Viig
- Viigipuu, Karel (* 1986), estnischer Biathlet
- Viigipuu, Kristel (* 1990), estnische Biathletin

### Viik
- Viik, Tõnu (* 1968), estnischer Philosoph
- Viikberg, Jüri (* 1953), estnischer Sprachwissenschaftler
- Viikmäe, Kristen (* 1979), estnischer Fußballspieler

### Viil
- Viilma, Urmas (* 1973), estnischer Geistlicher und Erzbischof

### Viin
- Viinberg, Rachelle (* 1979), kanadische Ruderin
- Viinikainen, Teemu (* 1975), finnischer Jazzmusiker (Gitarre, Komposition)
- Viinikka, Veijo (* 1966), finnischer Dartspieler

### Viir
- Viira, Helga (1920–2002), estnische Übersetzerin
- Viires, Piret (* 1963), estnische Literaturwissenschaftlerin
- Viirlaid, Arved (1922–2015), estnischer Lyriker und Schriftsteller
- Viirmaa, Merle (* 1974), estnische Biathletin

### Viis
- Viisel, Kunnar Erich (* 1999), estnischer Speerwerfer

### Viit
- Viitakoski, Vesa (* 1971), finnischer Eishockeyspieler und -trainer
- Viitala, Lennart (1921–1966), finnischer Ringer
- Viitala, Pihla (* 1982), finnische SchauspielerinPihla Viitala (* 1982)

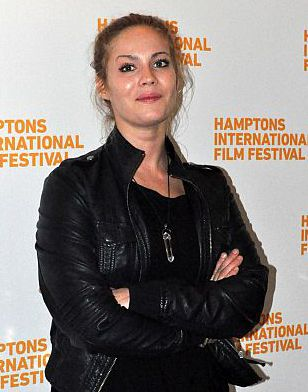
Pihla Viitala (* 1982)

- Viitanen, Arvo (1924–1999), finnischer Skilangläufer
- Viitanen, Mark (* 1998), finnisch-estnischer Eishockeyspieler
- Viitanen, Mikko (* 1982), finnischer Eishockeyspieler
- Viitikko, Antti (* 1976), finnischer Badmintonspieler
- Viitol, Livia (* 1953), estnische Lyrikerin, Übersetzerin und Literaturkritikerin
- Viitso, Tiit-Rein (1938–2022), estnischer Sprachwissenschaftler und Finnougrist